# Lupinus clarkei
Lupinus clarkei là một loài thực vật có hoa trong họ Đậu. Loài này được Oerst. miêu tả khoa học đầu tiên.